# Amphipyra perflua
Amphipyra perflua là một loài bướm đêm thuộc họ Noctuidae. Nó được tìm thấy ở miền bắc châu Âu, qua Xibia về phía đông đến Hàn Quốc.
Sải cánh dài 44–54 mm. Con trưởng thành bay từ tháng 7 đến tháng 9 làm một đợt.
Ấu trùng ăn nhiều loài cây rụng lá, như Crataegus, Populus, Salix, Ulmus, Corylus, Prunus spinosa và Malus.

## Hình ảnh

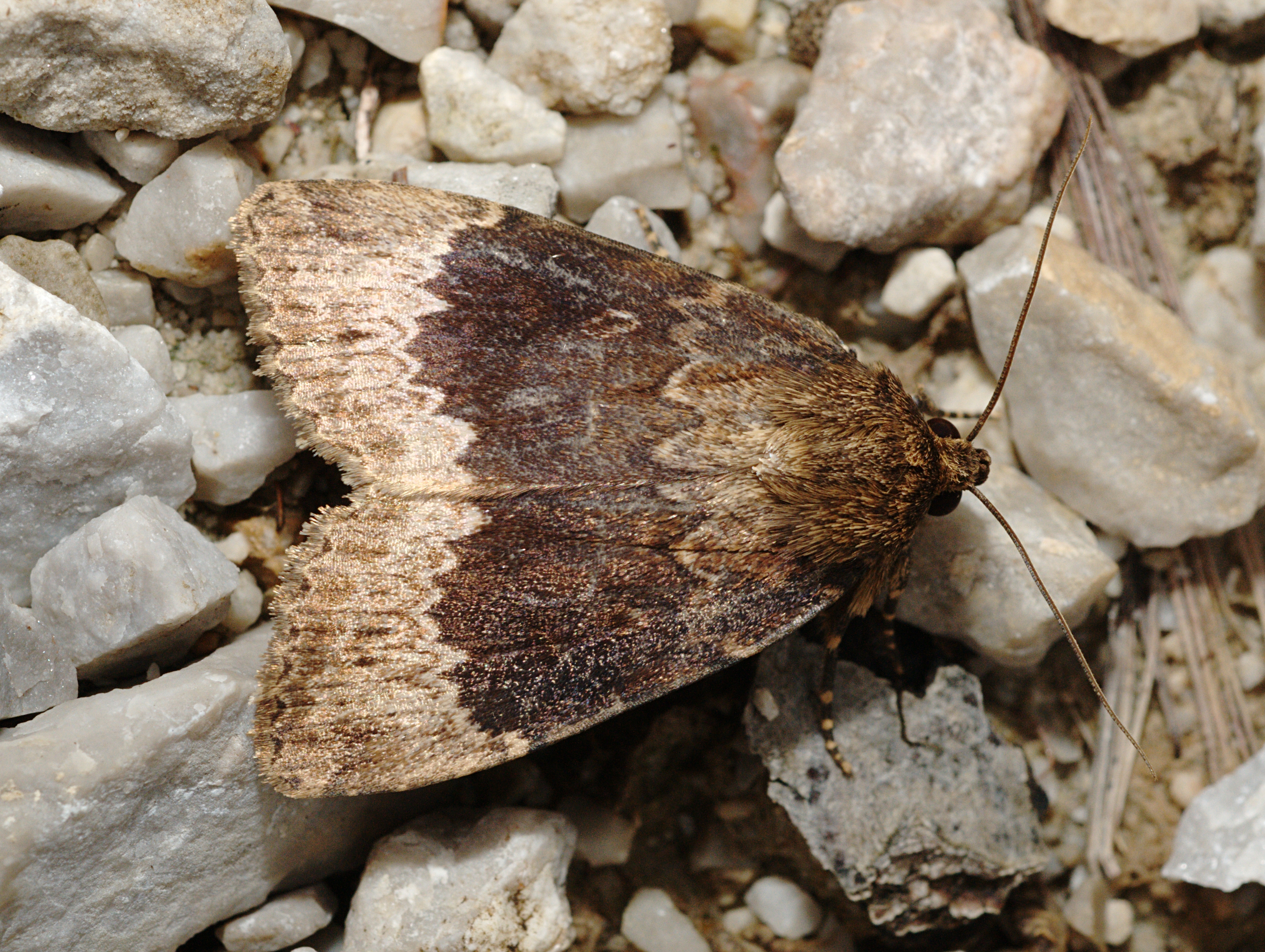
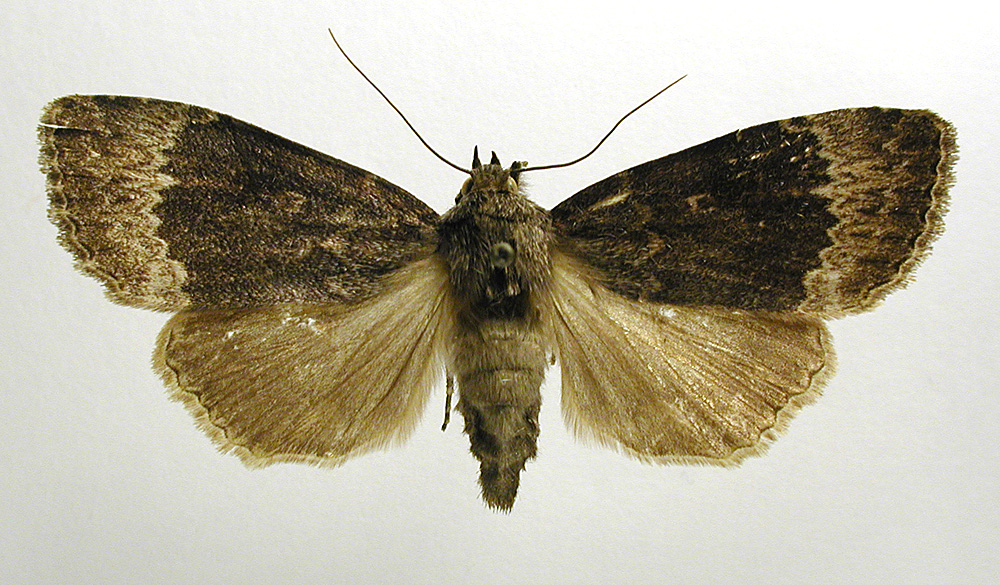